# Charpennes - Charles Hernu (métro de Lyon)
Pour les articles homonymes, voir Hernu.
Charpennes - Charles Hernu est une station des lignes A et B du métro de Lyon, située place Charles-Hernu dans le quartier Charpennes-Tonkin à Villeurbanne.
Elle est mise en service en 1978, lors de l'ouverture à l'exploitation des lignes A et B.

## Situation ferroviaire
La station Charpennes - Charles Hernu est située à l'intersection des lignes A et B, entre les stations Masséna et République - Villeurbanne pour la ligne A et est le terminus de la ligne B, dont la station suivante est Brotteaux.

## Histoire
La station « Charpennes - Villeurbanne », son nom d'origine, est mise en service le 2 mai 1978, lors de l'ouverture officielle de l'exploitation des lignes A et B du métro de Lyon, de la station de Perrache à celle de Laurent Bonnevay - Astroballe pour la première, et des Charpennes jusqu'à Part-Dieu pour la seconde,.
Originellement dénommée « Charpennes - Villeurbanne » en référence à la grande rue des Charpennes, devenue depuis la rue Gabriel-Péri, elle a pris le nom de Charles Hernu, alors maire de Villeurbanne, en même temps que la place sous laquelle elle se trouve (ancienne place Gabriel Péri), à la mort de ce dernier en 1990. Elle conserve son ancien nom en sous-sol. Elle est l'une des rares stations des lignes A et B à avoir été équipée d'ascenseurs pour les personnes à mobilité réduite dès l'origine.
Bien qu'étant une station de correspondances entre deux lignes, les voies sont au même niveau, vestige de l'idée originelle de desservir la gare de Lyon-Brotteaux par une antenne de la ligne A se raccordant au tracé principal par un triangle en « chapeau de curé » conçue avant la création du projet ayant conduit à la création du quartier de la Part-Dieu. Ce dernier, ainsi que son centre commercial, ont obligé à revoir les plans initiaux sans devoir reprendre le projet à zéro : le débranchement devenant la ligne B il a fallu créer une station de correspondance au seul endroit le permettant, la place Gabriel-Péri. L'actuelle place Charles-Hernu était bien plus étroite qu'aujourd'hui et a conduit à tout devoir construire au même niveau et à utiliser la branche maintenue du raccordement (celle sous le boulevard des Belges ayant été supprimée) en remplaçant une des deux voies par le quai de la ligne B, qui se termine par le raccordement de service avec la ligne A (utilisé par les rames de la ligne B pour rejoindre les ateliers de La Poudrette) en parallèle du couloir de correspondances avec la ligne A.
Cette configuration empêche tout prolongement de la ligne B vers le nord sans travaux lourds.
La station est équipée de portillon d'accès depuis le 9 novembre 2006. Il n'y a pas de personnel, des automates permettent l'achat et d'autres le compostage des billets.
Depuis fin 2007, la station possède deux entrées pour le métro A et désormais une entrée qui donne directement sur le quai de la ligne B.
La décoration de la station a été modifiée à partir des années 1990 : Le bandeau-caisson lumineux orange a été repeint en gris et les mains courantes sont passées du jaune vif au vert foncé, éléments rejoints en 2014 par les sièges, passant  du vert pomme au vert foncé.
Entre mars 2016 et le 3e trimestre 2016, la station Charpennes - Charles Hernu va subir une rénovation pour un montant de 2,5 millions d'euros, réalisé par le cabinet Metropolis Architectes Associés, déjà chargé des rénovations des stations Bellecour, Gare Part-Dieu - Vivier Merle et Hôtel de Ville - Louis Pradel,,. La rénovation consiste à recarrosser les murs de la station de panneaux métalliques colorés combinant le blanc avec une seconde couleur qui reprend la couleur de la ligne, rouge/rose pour la A et bleu pour la B, en fonction de où ils sont implantés. Le nombre de sièges est réduit, ceux qui sont conservés sont repeints en gris, et remplacés par des appuis ischiatiques. Les éléments de mobilier muraux sont placés sur des consoles de façon à pouvoir moduler plus facilement l'aménagement de la station. Ces travaux, réalisés de nuit, s'inscrivent dans la politique générale de modernisation du patrimoine du réseau TCL initiée par le SYTRAL.

## Service des voyageurs

### Accueil

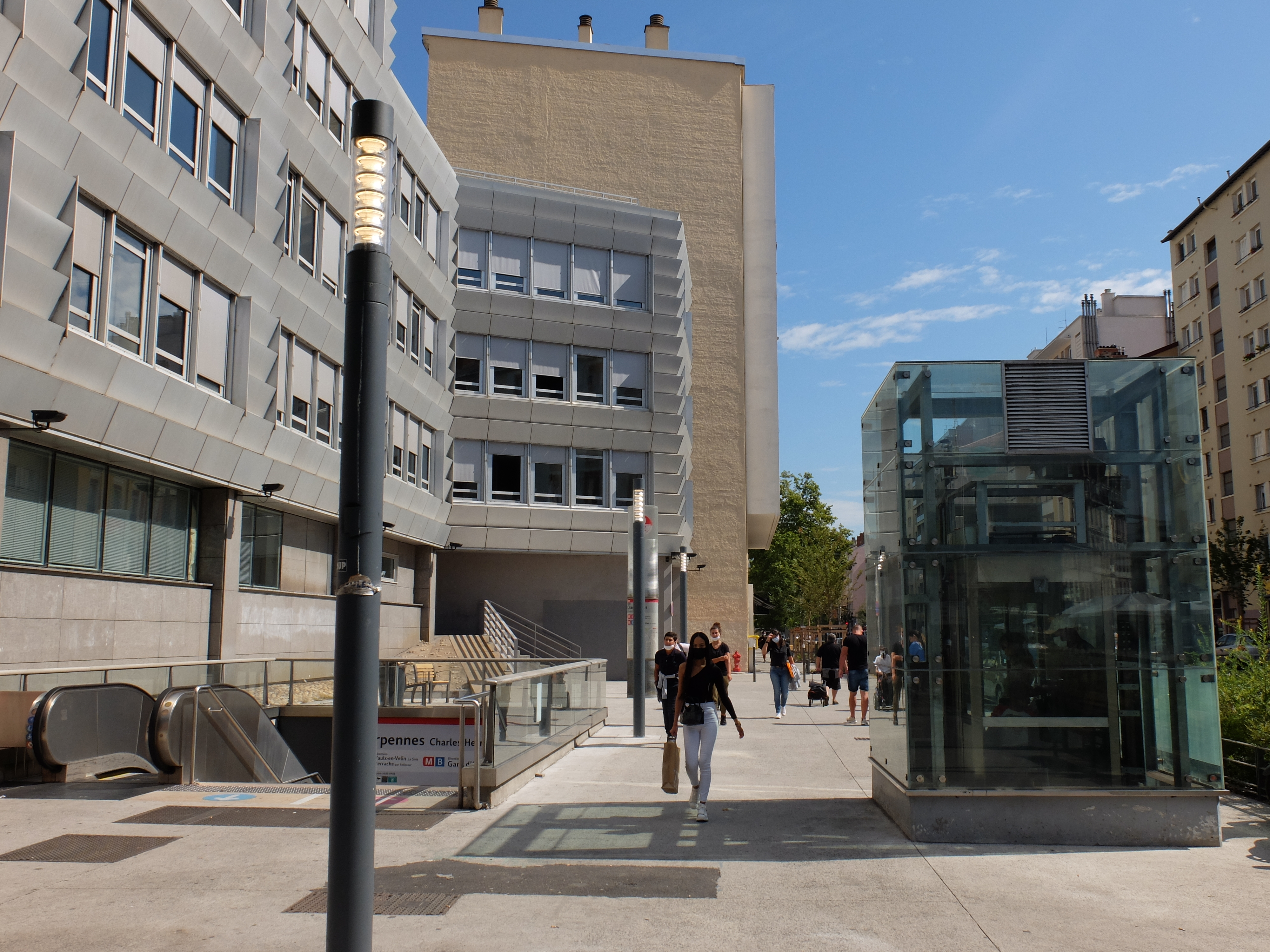
Accès Cours Emile Zola

La station compte 5 accès : deux sur le cours Émile-Zola, un par sens, deux accès sur le côté sud de la place, et un situé rue des Émeraudes donnant directement accès au quai de la ligne B du métro. Elle dispose dans chacun des accès de distributeur automatique de titres de transport et de valideurs couplés avec les portillons d'accès.

### Desserte
Charpennes - Charles Hernu est desservie par toutes les circulations des lignes.

### Intermodalité
Charpennes - Charles Hernu est un pôle de correspondances majeur du réseau Transports en commun lyonnais (TCL). La configuration des lieux fait que les arrêts sont répartis à divers endroits de la place, ainsi que sur l'avenue Thiers à proximité :
Autour de la place, on retrouve au nord sur la rue Henri-Rolland les lignes de tramway T1 (ouverte en 2001) et T4 (qui dessert les Charpennes depuis 2013) et au sud sur la rue des Émeraudes le terminus de la ligne C16.
Sur l'avenue Thiers, à l'ouest dans le 6e arrondissement de Lyon, on retrouve les arrêts de la ligne de trolleybus C2 et des lignes de bus C17, 27, 37 et 70, les lignes C17 et 37 marquant leur terminus ici. La nuit, la ligne de bus Pleine Lune PL1 est de passage.
Outre les rues et places avoisinantes, elle permet de rejoindre à pied différents sites, notamment : L'hôpital des Charpennes et le lycée professionnel André-Dufour.

## Œuvre d'art
La station compte une œuvre d'art située sur le quai de la ligne A en direction de Vaulx-en-Velin - La Soie.
Il s'agit de l'œuvre baptisée « Le Signal », réalisée par Alain Lovato, qui représente un assemblages de plaques de tôles blanches avec des bandes bleues censés rappeler les formations minérales de
stalactites et de stalagmites.